# PFK Kaliakra Kavarna
PFC Kaliakra Kavarna (bulgară ПФК Калиакра Каварна) este un club de fotbal din Cavarna, Bulgaria. Fondată în 1922, echipa și-a petrecut majoritatea timpului în campionatele pentru amatori înainte de ascensiunea rapidă în a doua divizie a campionatului Bulgariei în 1980.

## Lotul curent
La 25 iunie 2010
| Nr. |          | Poziție | Jucător           |
| --- | -------- | ------- | ----------------- |
| 1   | Bulgaria | P       | Dobrin Dobrev     |
| 4   | Bulgaria | F       | Detelin Dimitrov  |
| 5   | Bulgaria | F       | Anton Dimitrov    |
| 9   | Bulgaria | A       | Ivan Petkov       |
| 11  | Bulgaria | M       | Dian Kateliev     |
| 14  | Bulgaria | F       | Ivan Raicev       |
| 16  | Bulgaria | M       | Stoian Stefanov   |
| 17  | Bulgaria | M       | Gheorghi Kiciukov |
| 18  | Bulgaria | M       | Delcio Stoilov    |
| 19  | Bulgaria | F       | Darin Andonov     |
| 22  | Bulgaria | M       | Çetin Sadula      |
| 23  | Bulgaria | A       | Gheorghi Stancev  |

| Nr. |          | Poziție | Jucător           |
| --- | -------- | ------- | ----------------- |
| 25  | Bulgaria | F       | Aleksandăr Sabev  |
| 26  | Bulgaria | F       | Martin Dimov      |
| 30  | Bulgaria | M       | Milen Bonev       |
| --  | Bulgaria | P       | Iordan Gospodinov |
| --  | Bulgaria | P       | Miroslav Radev    |
| --  | Bulgaria | F       | Anton Petrov      |
| --  | Bulgaria | F       | Stefan Kraciunov  |
| --  | Bulgaria | M       | Ivan Zdravkov     |
| --  | Bulgaria | M       | Gheorghi Filipov  |
| --  | Bulgaria | M       | Ivailo Radențov   |
| --  | Bulgaria | M       | Marko Markov      |
| --  | Bulgaria | M       | Nikolai Petrov    |
| --  | Bulgaria | M       | Svetoslav Petrov  |